# Il teatrino dei Gufi
Il teatrino dei Gufi (1966) è il quarto album registrato da I Gufi.

## Tracce
Lato A
1. La ballata dei Gufi - 3:26
2. Vorrei tanto - 2:38
3. Quando sarò  - 3:30
4. Va, Longobardo!  - 2:21
5. 1600 Peste ti colga - 4:44
6. La ballati dellu cultivaturi direttu  - 3:54

Lato B
1. Sant'Antonio allu desertu anonimo - 4:25
2. El Navili  - 3:38
3. La cansun del desperaa  - 2:13
4. Nanette - 4:25
5. Addio monella - 5:04
6. Chi va va  - 3:55